# 321577 Keanureeves
321577 Keanureeves este o planetă minoră (asteroid), cu un diametru de 3,212 km, din centura de asteroizi. A fost descoperită pe 14 octombrie 2009 la  de Timoer Valerievitsj Krjatsjko⁠(d) și a fost numită după Keanu Reeves. 
Obiectul prezintă o orbită caracterizată de o semiaxă mare de 3,074502839563 UAi, o excentricitate de 0,12026194877889, o înclinație de 11,578510850298 ° în raport cu ecliptica.